# Anabasis brachiata
Anabasis brachiata är en amarantväxtart som beskrevs av Fisch., Carl Anton von Meyer, Grigorij Silych Karelin och Ivan Petrovich Kirilov. Anabasis brachiata ingår i släktet Anabasis och familjen amarantväxter. Inga underarter finns listade i Catalogue of Life.